# Citrus × latifolia
Citrus × latifolia, el limón persa, también conocida como lima de Tahití, lima persa, limón mesina, limón sin semilla o lima Bearss (nombrada así en honor de John T. Bearss, quien desarrolló esta variedad sin semillas hacia 1895 en un vivero de Porterville, California, EE. UU.), es una fruta que en muchos mercados como el de Estados Unidos se vende simplemente con la denominación de lima. El fruto tiene unos 6 cm de diámetro, a menudo con extremos ligeramente puntiagudos, normalmente se vende con color verde, aunque cuando alcanza la madurez total es amarillo. Es mayor, con una piel más gruesa y menos aromática que la lima ácida (Citrus × aurantifolia), que es la lima más cultivada en todo el mundo. Las ventajas de esta lima respecto a la ácida es que es de mayor tamaño, no tiene semillas, mayor resistencia a enfermedades, ausencia de espinas en los árboles, y mayor duración de la fruta una vez recolectada. 

## Características
Forma de la hoja: ovalada con márgenes enteros.
Posición de las hojas: simples, alternas, borde dentado
Tipo de fruto: hesperidio.
Puede tener un periodo productivo de entre 8 y 20 años, dependiendo de las limitaciones sanitarias, como las enfermedades sistémicas (CTV o exocortis), de los suelos utilizados, del patrón seleccionado y de las prácticas de manejo.

## Taxonomía
Citrus × latifolia fue descrita por Tanaka ex Q.Jiménez  y publicado en Phytoneuron 2012–101: 2, f. 1–3. 2012.
Sinonimia
- Citrus × aurantiifolia var. latifolia Yu.Tanaka
- Citrus × aurantiifolia subsp. latifolia (Yu.Tanaka) S.Ríos, D.Rivera & Obón[3]

## Importancia económica y cultural

### Propiedades
- El jugo del fruto y el polvo del fruto desecado tienen un amplio uso medicinal, solo o en combinaciones. Por vía oral se usa para tratar afecciones respiratorias (amigdalitis, bronquitis, catarro, cefalea, gripe, inapetencia, neumonía, resfrío, tos), gastrointestinales (diarrea, disentería, estomatitis, flatulencia, gastralgia, gastritis, fiebre tifoidea, náusea, vómito) escorbuto, fiebre, gonorrea, hepatitis, hipertensión, ictericia, paludismo, sarampión, reumatismo, y neuralgia.
- Se dice que sus semillas trituradas y mezcladas con azúcar son antihelmínticas.
- Tópicamente se usa el jugo puro o diluido en lavados para tratar candidiasis, erisipela, escarlatina, exantema, heridas, herpes, infecciones, llagas, quemaduras, y tiña. En gargarismos para infecciones de la boca y garganta; el jugo o esencia en colirios se usa para conjuntivitis.
- Se le atribuye propiedad antiséptica, astringente, balsámica, cicatrizante, depurativa, desecante, digestiva, diurética, emenagoga, febrífuga, hipotensora, refrescante, sudorífica y vermífuga.

## Cultivo

### Su cultivo en Estados Unidos
En Estados Unidos, la lima persa tiene seis tamaños comerciales, denominados 110, 150, 175, 200, 230 y 250. Originalmente se cultivó en Florida y fue el segundo cultivo detrás de la lima ácida cuyas plantaciones casi desaparecieron en 1926 por un huracán, así mismo las plantaciones de lima persa fueron gravemente dañadas por el Huracán Andrew en 1992.

### Su cultivo en otros países
En México, se cultivan grandes superficies de esta fruta, cuyas producciones son procesadas y exportadas en gran medida a los Estados Unidos Europa y Asia. En este país este híbrido es conocido como Limón. Según datos del DANE y del Ministerio de Agricultura y Desarrollo Rural, anualmente en Colombia se producen más de 35.000 toneladas de este fruto.
Veracruz es el principal estado productor de limón persa en México con un volumen anual de 558 mil toneladas anuales lo cual genera un valor de 1,484 millones de pesos (mdp), es decir, el 30% del total nacional. Le siguen en importancia Michoacán con 1,053 mdp, Colima con 765 mdp y Oaxaca con 574 mdp. Esto significa que estos cuatro estados concentran el 79% del valor de la producción nacional de limón y el 77% del volumen de producción (un millón 588 mil toneladas).